# Карська область

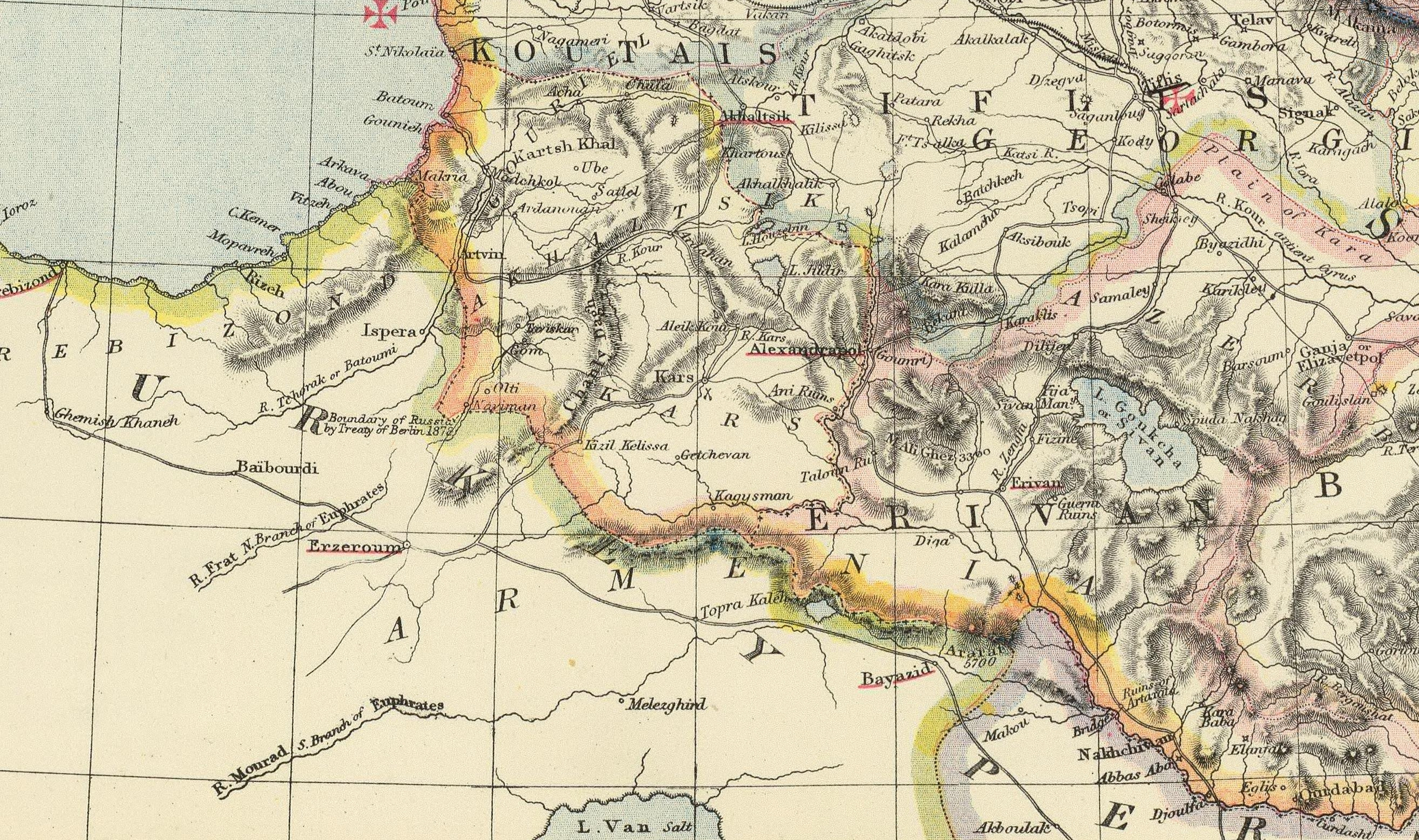
Карта 1883 року, що включає Карську область і прилеглі провінції Російської імперії та Османської Туреччини

40°36′25″ пн. ш. 43°05′35″ сх. д. / 40.606944444444° пн. ш. 43.093055555556° сх. д.
Ка́рська о́бласть — адміністративно-територіальна одиниця Російської імперії (1878—1917) у південно-західній частині Закавказзя. На півночі межувала з Кутаїською та Тіфліською губерніями, на сході — з Еріванською губернією, на півдні — з Ерзерумським вілаєтом Туреччини. Адміністративний центр — місто Карс.
Нині колишня територія Карської області займає частину Вірменії та трьох турецьких провінцій (іл): Карс, Ерзурум та Ардахан.

## Фізико-географічна характеристика
Площа — 16 473 кв. верст або 18 646,6 кв. км.
Рельєф, в основному, гірський; низовинними є тільки долини річок Аракс, Карс-чай тощо. Гори (6—10 тисяч футів) утворюють плато, вкриті пасовищами. Ґрунти родючі, безплідні кам'янисті простори були незначними.
Річки належали до басейнів Кури, Аракса й Чороха, із них найбільш значна — Аракс (в області лише 140 верст). З озер найбільше — Чалдир (75 кв. верст) у північній частині області на висоті 6522 футів.
Клімат — в основному суворий і тільки в глибоких долинах Аракса й Ольти-чаю теплий.

## Населення
Станом на 1 січня 1892 року в області проживало — 201 тисяч чоловік, в тому числі вірмени (21,5 %), турки (24 %), курди (15 %), закавказькі татари (14 %), греки (13,5 %), росіяни (7 %), туркмени та інші. (7 %).
Національний склад у 1897 за округами:
| Округ            | вірмени | турки  | курди  | греки  | карапапахи | росіяни | туркмени | українці | поляки | закавказькі татари |
| ---------------- | ------- | ------ | ------ | ------ | ---------- | ------- | -------- | -------- | ------ | ------------------ |
| Область в цілому | 25,3 %  | 21,9 % | 14,8 % | 11,2 % | 10,3 %     | 7,7 %   | 2,9 %    | 1,8 %    | 1,1 %  | …                  |
| Ардаганський     | 2,9 %   | 42,6 % | 19,1 % | 11,9 % | 12,0 %     | 3,0 %   | 6,6 %    | …        | …      | …                  |
| Кагизманський    | 36,5 %  | 8,7 %  | 29,9 % | 12,2 % | …          | 4,4 %   | 1,1 %    | 2,4 %    | 1,5 %  | 1,5 %              |
| Карський         | 34,8 %  | 7,9 %  | 6,8 %  | 11,0 % | 16,4 %     | 12,6 %  | 1,8 %    | 2,5 %    | 1,6 %  | 1,1 %              |
| Ольтинський      | 9,9 %   | 62,6 % | 11,1 % | 8,6 %  | …          | 2,8 %   | 3,2 %    | …        | …      | …                  |

## Органи влади

### Адміністративний поділ

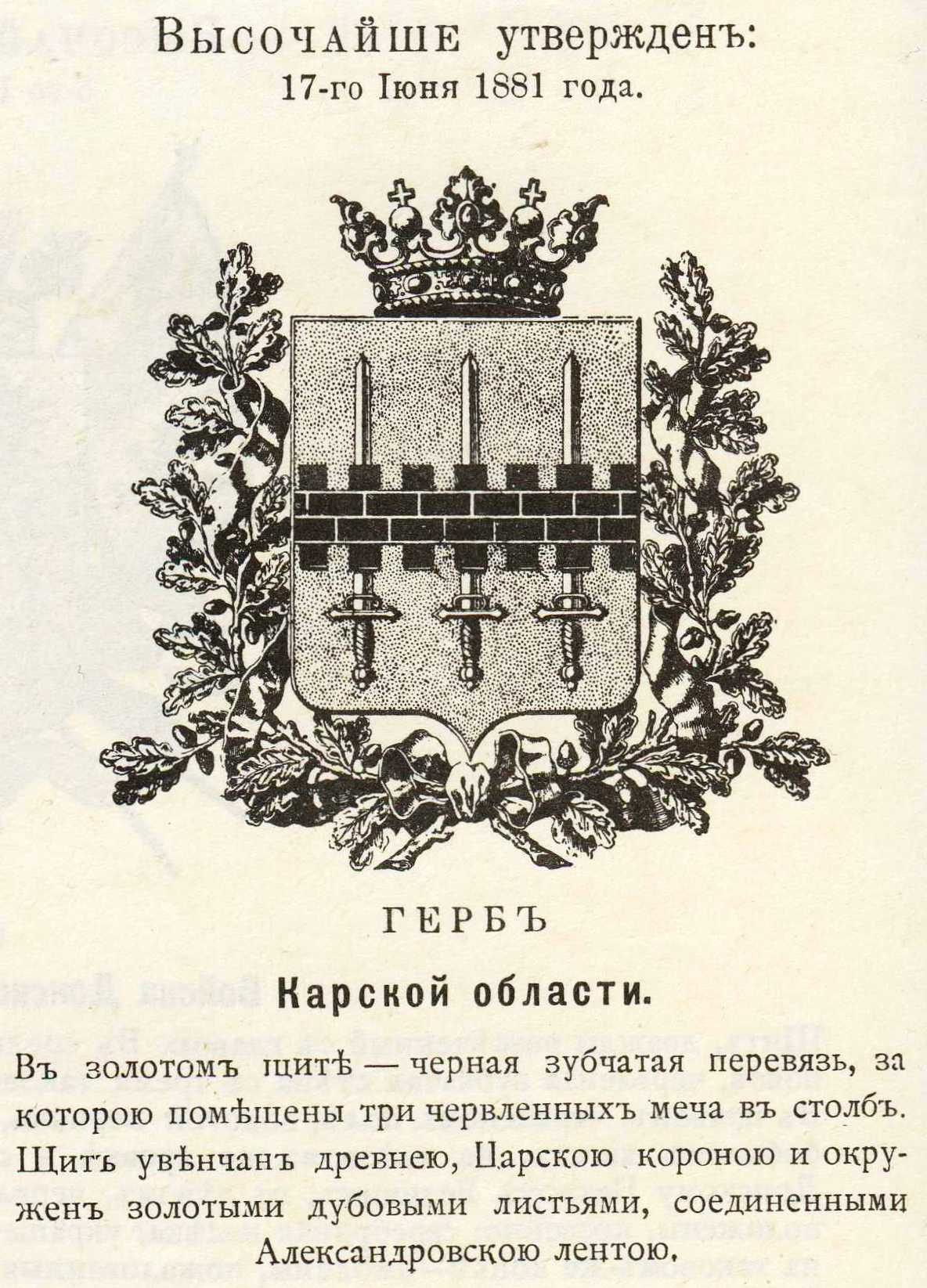
Герб області з офіційним описом, 1881

На початку XX століття область поділялась на 4 округи:
| № | Округ         | Окружне місто          | Площа, верст² | Населення (1897), осіб |
| - | ------------- | ---------------------- | ------------- | ---------------------- |
| 1 | Ардаганський  | Ардаган (4142 чол.)    | 4959,5        | 65 763                 |
| 2 | Кагизманський | Кагизман (10 518 чол.) | 3881,4        | 59 230                 |
| 3 | Карський      | Карс (20 805 чол.)     | 5189,2        | 134 142                |
| 4 | Ольтинський   | Ольти (2373 чол.)      | 2600,6        | 31 519                 |

### Начальники області
| Ім'я            | Титул, чин, звання | Термін перебування на посаді |
| --------------- | ------------------ | ---------------------------- |
| Іван Попко      | генерал-майор      | 01.11.1877—08.06.1878        |
| Віктор Франкіні | генерал-лейтенант  | 08.06.1878—27.10.1878        |

### Військові губернатори
| Ім'я                  | Титул, чин, звання | Термін перебування на посаді |
| --------------------- | ------------------ | ---------------------------- |
| Віктор Франкіні       | генерал-лейтенант  | 27.10.1878—01.04.1881        |
| Олександр Гросман     | генерал-майор      | 01.04.1881—05.10.1883        |
| Петро Томіч           | генерал-лейтенант  | 05.10.1883—22.04.1898        |
| Дмитро Одинцов        | генерал-майор      | 17.05.1898—20.07.1899        |
| Олексій Самойлов      | генерал-майор      | 26.01.1900—23.06.1908        |
| Петро-Еммануїл Паркау | генерал-лейтенант  | 23.06.1908—12.07.1912        |
| Олексій Подгурський   | полковник          | 12.07.1912—1915              |
| Олександр Сущинський  | генерал-майор      | 1915—1917                    |

### Помічники начальника області
| Ім'я                    | Титул, чин, звання | Термін перебування на посаді |
| ----------------------- | ------------------ | ---------------------------- |
| Ассадулла-бек Ієдігаров | підполковник       | 01.11.1877—15.08.1878        |

### Помічники військового губернатора
| Ім'я                   | Титул, чин, звання | Термін перебування на посаді |
| ---------------------- | ------------------ | ---------------------------- |
| Тіудольф Юлій Петандер | генерал-майор      | 25.11.1878—18.05.1879        |
| Андрій Печковський     | полковник          | 01.08.1879—01.07.1883        |
| Тимофій Головков       | генерал-майор      | 19.06.1899                   |

## Історія

### Етимологія
Карська область була заснована 1 листопада 1877 року. До її складу увійшли землі Карського й Чалдирського санджаків Османської імперії, що відійшли до Росії від Туреччини в результаті російсько-турецької війни 1877—1878 років та були закріплені за Росією за рішенням Берлінського конгресу 1878 року.
З 1921 року, відповідно до Московського договору, перебувала у складі Туреччини. 1945 року були висунуті територіальні претензії СРСР до Туреччини, відповідно до яких територія колишньої Карської області мала бути розділена між Грузинською та Вірменською РСР. 1953 року Радянський Союз відмовився від цих претензій.

### Геральдика

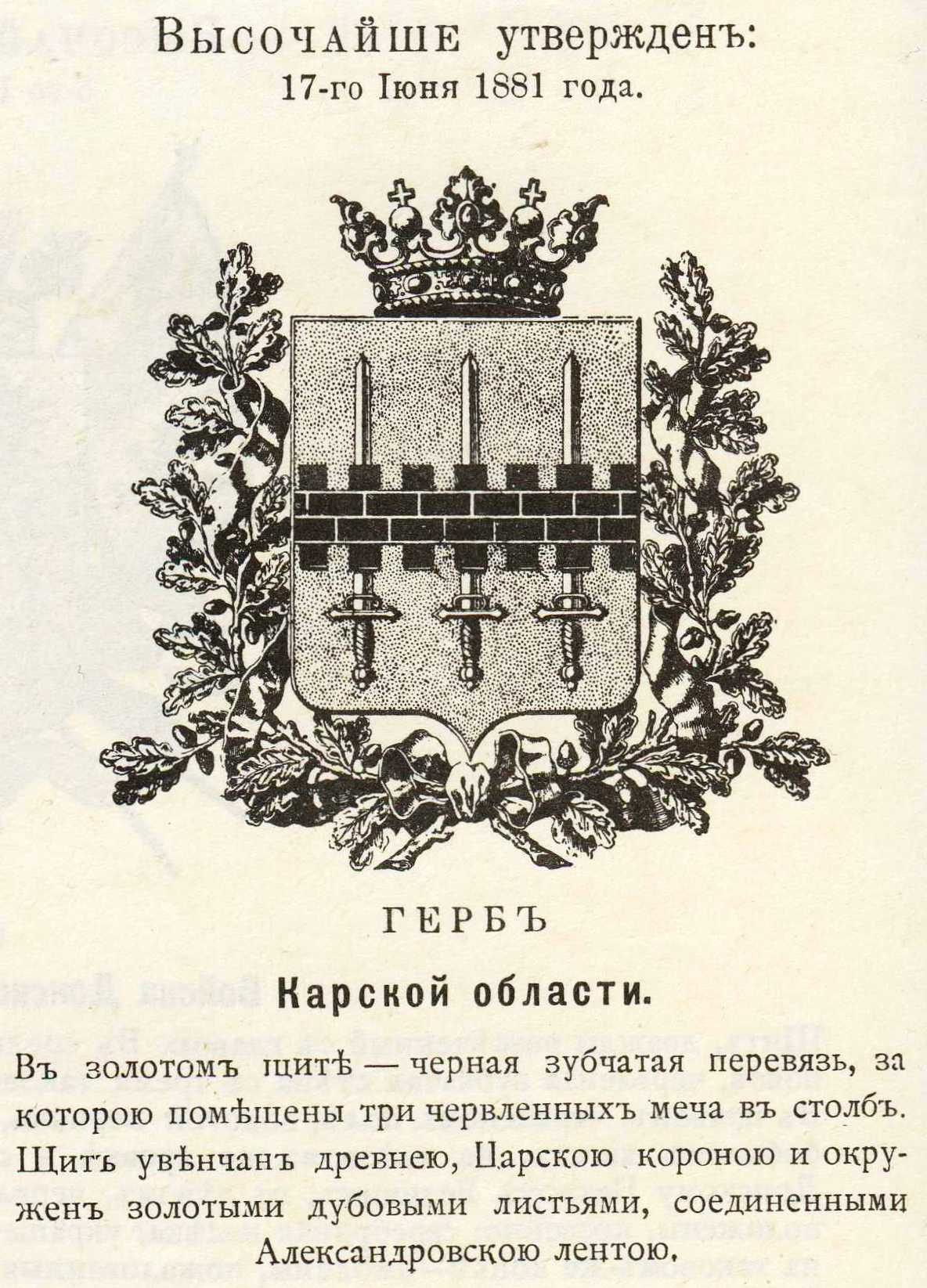
Офіційний герб області (1881)
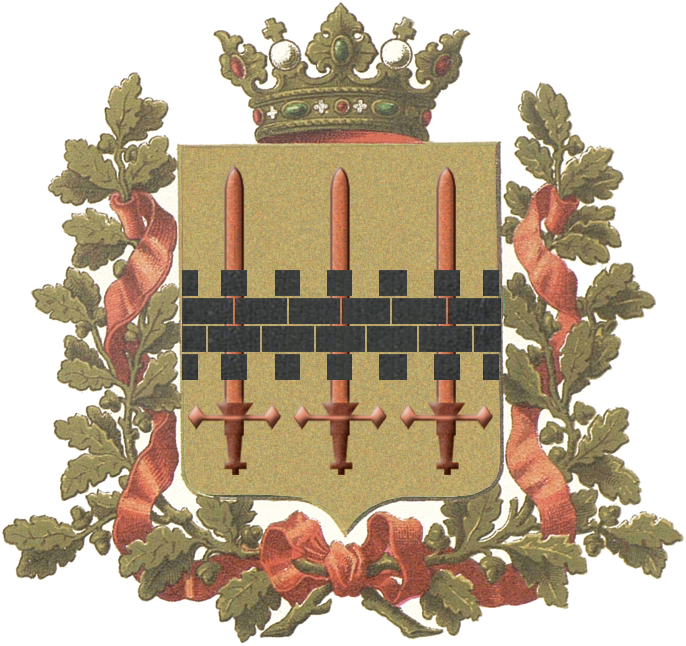
Сучасний рисунок герба області (2000-ні)

## Відомі уродженці
- Курдоєв Канат Калашевич — відповідальний сходознавець
- Бабаян Амаяк Григорович — генерал-майор, Герой Радянського Союзу
- Тріандафіллов Володимир Кіріакович — радянський воєначальник, відомий військовий теоретик
- Осепян Гаїк Олександрович — вірменський радянський воєначальник, перший секретар ЦК КП Вірменської РСР у 1927—1928 роках.